# Warnemünde

Situation de Warnemünde dans la municipalité de Rostock

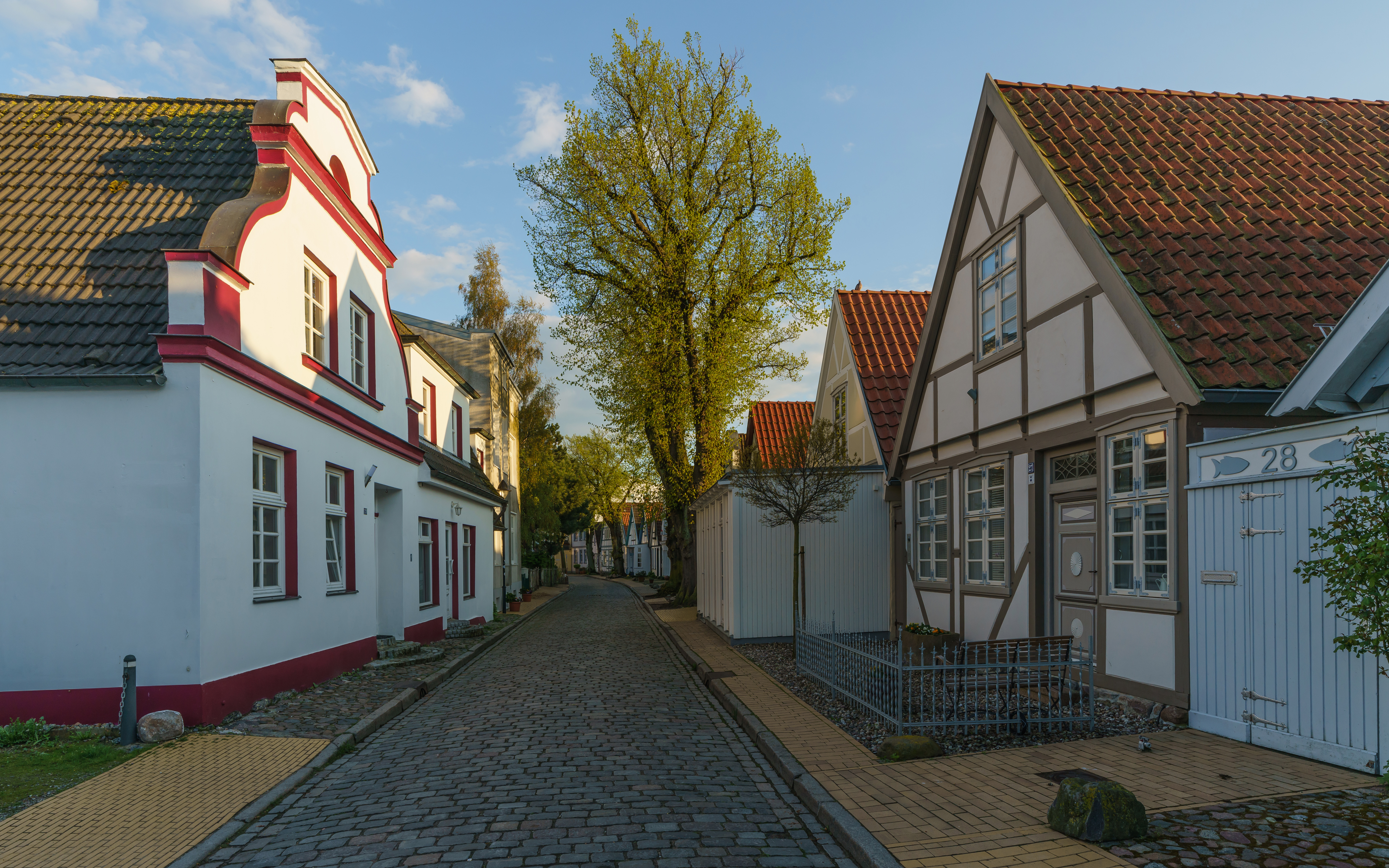
La rue Alexandrinenstrasse à Warnemünde

Warnemünde (en allemand : /vaʁnəˈmʏndə/,, ? Écouter [Fiche]; Warnemünn en bas-allemand) est une station balnéaire située au nord de Rostock, à laquelle elle est administrativement rattachée. Elle se trouve à l'embouchure de la Warnow, qui lui a donné son nom, et donne sur la mer Baltique. Ses plages de 150 mètres de large font partie des plus larges d'Allemagne. Cette petite ville est connue notamment pour son petit port de pêche, la vente de poisson frais en direct des bateaux et sa promenade bordée de restaurants.
Chaque année, au mois d'août, a lieu un grand rassemblement de bateaux à voile, intitulé "Hanse Sail".

## Transports
Warnemünde est desservie par les lignes du S-Bahn de Rostock.

## Histoire
D'après les découvertes archéologiques, notamment le style des anciens habitations, le village est fondé peu après 1100. Des colonisateurs slaves, frisons et basse-saxons s'y installent. 
Warnemünde est mentionné pour la première fois dans un document danois datant de 1195. En 1323 l'ancien village devient partie de Rostock et en reste une exclave jusqu'au XXe siècle. Le port de Warnemünde est important pour l'économie de la ville hanséatique. Environ en 1821, le tourisme balnéaire commence. Le 26 juin 1886, la liaison ferroviaire vers Rostock et Berlin et la liaison par bateau postal à vapeur vers Gedser au Danemark est ouverte. Le phare est construit en 1897. En 1903, la nouvelle gare ouvre, et le ferry-train Warnemünde-Gedser est mis en service. À partir de 1926 elle transporte aussi des voitures.
Dans les environs de la ville était installée, dans les années 1933 et suivantes, une base d'entraînement de la Luftwaffe. C'est là que l'agent communiste Harro Schulze-Boysen, infiltré dans les milieux nazis, suivit une formation de pilote d'avions tout en recrutant des sympathisants pro communistes, ce qui l'amena à faire partie du réseau d'espionnage de l'Orchestre rouge (die Rote Kapelle).
Le chantier maritime Warnowwerft est fondé en 1946. 
L'augmentation du trafic routier et la diminution du nombre de voyageurs ferroviaires entraînent l'arrêt des services de ferry-trains en 1995. Depuis lors, il ne reste que la liaison par car-ferry ente le port de Rostock et Gedser. Le quai et la jetée du terminal de ferry-train sont démolis, et le bassin de ferry de Warnemünde est rempli.
Le gouvernement de la RDA y fait construire fin des années 1960 l'hôtel Neptun, un complexe de thalassothérapie de luxe réservé aux cadres méritants du syndicat FDGB et aux personnalités étrangères.

## Personnalités
- Vera Schneidenbach (1946-), chanteuse, est née à Warnemünde.